# 데이브 핀레이

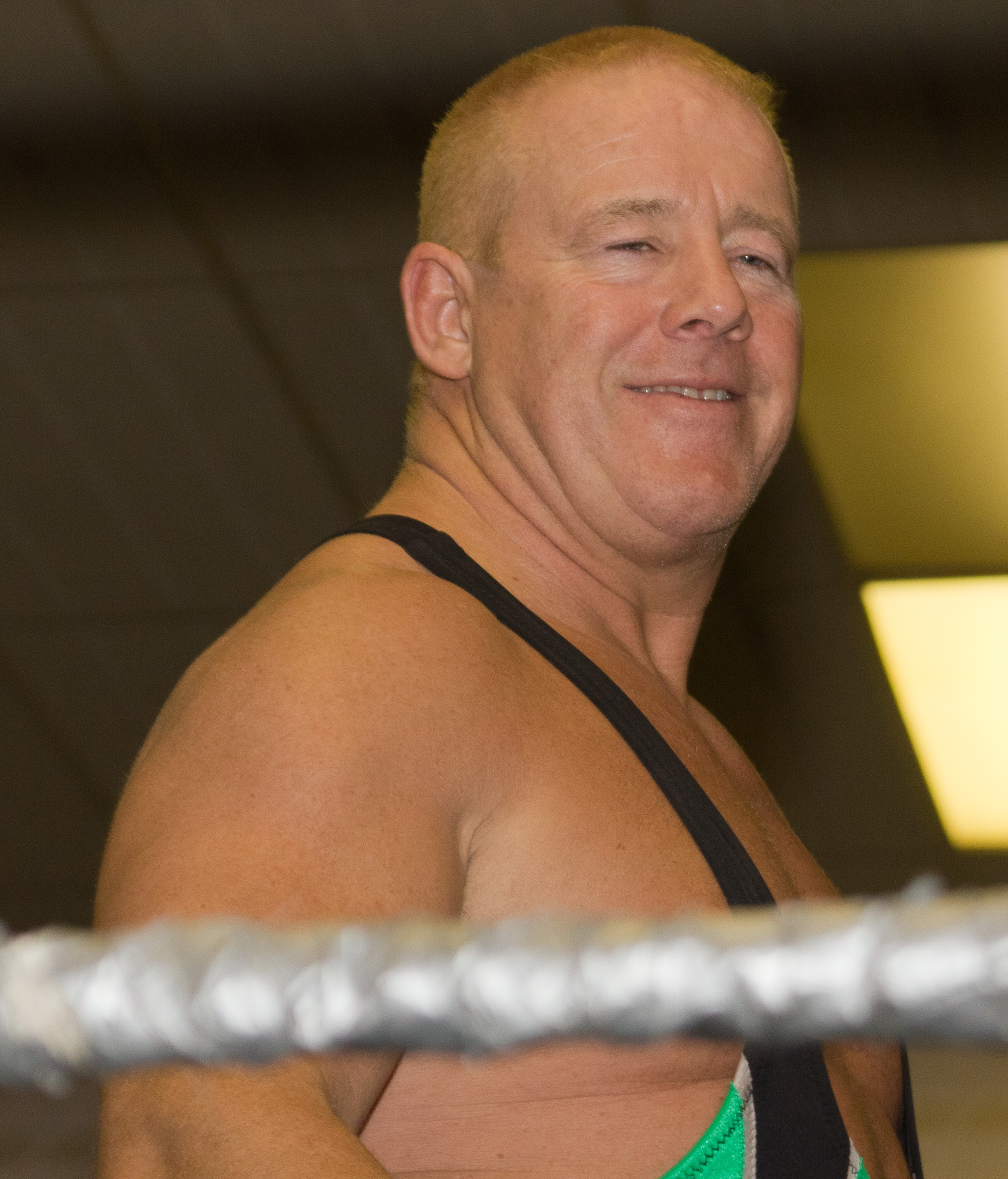
2010년의 데이브 핀레이

데이브 핀레이(David Finlay)는 본명은 데이브 에드워드 핀레이(David Edward Finlay, 1958년 1월 31일 ~ )는 흔히 줄여서 핀레이(Finlay)라고 불리는 과거 WWE에서 활동을 했었던 프로레슬링선수다. 1974년 프로레슬링 입문했다. 아일랜드의 벨파스트 출신이며 키는 182.3cm(6 ft 0 in)에 몸무게는 104.3kg(229 lb)이다. WWE에서 프로레슬링선수로 활동할 당시 초창기에는 주로 악역으로 활동을 했으며 가끔은 반칙 피니쉬 무기가 곤봉을 들고 다니며 반칙 도구로 사용했다. 피니쉬는 보스턴 크랩, 캘틱 크로스(런닝 오버 더 숄더 벨리 투 백 파일드라이버), 캘틱 낫(모디파이드 인디안 데스락), 크로스페이스, 피셔맨 수플렉스, 풀 넬슨, 닐링 리버스 파일드라이버, 샤프슈터, 리프팅 넥브레이커 슬램이다. 시그니처 기술은 주로 시티드 센턴, 센턴, 스쿱 파워슬램으로 이걸로 사용을 한 적도 있다. 물론 빅 붓, 스피어도 사용을 한다.
주로 데이브 바티스타, 매트 하디, 바비 래쉴리 등등 당시 선역이였던 선수들과 대립을 했었다. 2007년 서바이버 시리즈에서 혼스워글을 도와주면서 선역으로 전환하게 된다. 이후 혼스워글과 같이 다니며 활동을 하게 된다. 각본상 핀레이가 혼스워글의 아버지로 나왔지만 실제로 부자관계는 아니다. 2010년 WWE에서 은퇴를 하고 그 후ROH나 여러 인디단체를 돌며 활동했으며 2012년 7월에 WWE 프로듀서로 복귀하였다

### Professional wrestling highlights
- Finishing moves
  - Boston crab - 2000-2005
  - Celtic Cross (Running over the shoulder belly to back piledriver) - 2005-present
  - Celtic Knot ((Modified Indian deathlock) - 2007-present
  - Cudgel Shot - 2005-present
  - Cutter - 1995-2000
  - Crossface - 1974-1995
  - Falling DDT - 1974-1995
  - Fisherman suplex - 1974-1995
  - Full Nelson - 1995-2000
  - Kneeling reverse piledriver - 1995-2000
  - Lifting neckbreaker slam - 2000-2005
  - Reverse bulldog - 2000-2005
  - Scoop powerbomb - 1995-2000
  - Sharpshooter - 2005-2007
- Signature moves
  - Big boot to an opponent kneeling or getting up
  - European uppercut
  - Headlock
  - Hotshot
  - Nerve hold
  - Rolling Hills (Rolling fireman's carry slam)
  - Scoop powerslam
  - Seated senton
  - Senton
  - Short-arm clothesline
  - Spear to a cornered opponent

- Nicknames
  - "Belfast Bruiser"
  - "Fit"

- Tag teams and stables
  - Hardcore Army (WCW)
  - King Booker's Court (WWE)

- Manager
  - Hornswoggle
  - Princess Paula

- Entrance themes
  - "Belfast" by Boney M (CWA)
  - "Lambeg" by Jim Johnston (WWE) (2006-2008)
  - "He's Da Ma" by Jim Johnston (WWE) (2008-2011)

### 수상
- 브리티쉬 헤비웨이트 챔피언 (1회)
- 월드 미드웨이트 챔피언 (1회)
- CWA 브리티쉬 코먼웰스 챔피언 (1회)
- CWA 인터콘티넨탈 헤비웨이트 챔피언 (1회)
- CWA 월드 미드웨이트 챔피언 (4회)
- CWA 월드 태그팀 챔피언 (1회) - 마이티 조운
- 엘엘 쿨 제이 어워드 (2006)
- 월드 미드헤비웨이트 챔피언 (4회)
- 브리티쉬 헤비 미드웨이트 챔피언 (6회)
- 브리티쉬 라이트 헤비웨이트 챔피언 (2회)
- 월드 오브 스포츠 탑 태그팀 토너먼트 1982 (스컬 머피(피터 노어디) 어즈 더 라이엇 스콰드)
- 랭크드 넘버 33 오브 더 탑 500 싱글즈 레슬링 인 더 "PWI 500" 인 2007
- 랭크드 넘버 278 오브 더 탑 500 싱글즈 레슬링 인 더 "PWI 이열즈" 인 2003
- 스매쉬 챔피언 (1회)
- WCW 월드 텔레비젼 챔피언 (1회)
- 하드코어 준카드 인비테이셔널 토너먼트 (1999)
- WWE 유나이티드 스테이츠 챔피언 (1회)
- 브트 챔피언 (1회)
- 월드 미드웨이트 챔피언 (1회)
- CWA 브리티쉬 코먼웰스 챔피언 (1회)
- CWA 인터콘티넨탈 헤비웨이트 챔피언 (1회)
- CWA 월드 미드웨이트 챔피언 (4회)
- CWA 월드 태그팀 챔피언 (1회) - 마이티 조운
- 엘엘 쿨 제이 어워드 (2006)
- 월드 미드헤비웨이트 챔피언 (4회)
- 브리티쉬 헤비 미드웨이트 챔피언 (6회)
- 브리티쉬 라이트 헤비웨이트 챔피언 (2회)
- 월드 오브 스포츠 탑 태그팀 토너먼트 1982 (스컬 머피(피터 노어디) 어즈 더 라이엇 스콰드)
- 랭크드 넘버 33 오브 더 탑 500 싱글즈 레슬링 인 더 "PWI 500" 인 2007
- 랭크드 넘버 278 오브 더 탑 500 싱글즈 레슬링 인 더 "PWI 이열즈" 인 2003
- 스매쉬 챔피언 (1회)
- WCW 월드 텔레비젼 챔피언 (1회)
- 하드코어 준카드 인비테이셔널 토너먼트 (1999)
- WWE 유나이티드 스테이츠 챔피언 (1회)
- 브래깅 라이츠 트로피 (2009) - 팀 스맥다운 (크리스 제리코, 케인, 알 트루스, 매트 하디, 데이비드 하트 스미스 앤드 타이슨 키드)